# À votre écoute, coûte que coûte
À votre écoute, coûte que coûte est une dramatique radio quotidienne écrite et jouée par Zabou Breitman et Laurent Lafitte, et diffusée sur France Inter entre le 16 janvier 2012 et le 29 juin 2012. D'une durée de sept minutes, elle est diffusée à 12 h 23, entre Les Affranchis et Carnets de campagne.

## Présentation
L'émission est une parodie présentée comme une émission de libre antenne sur la santé. Deux acteurs jouent un couple de spécialistes composé de Margarete de Beaulieu, psychothérapeute et son mari Philippe de Beaulieu, médecin ; ils répondent aux questions de prétendus auditeurs, en débitant « les pires des clichés racistes, homophobes, sexistes » et réactionnaires. L'émission crée la controverse, les réactions sur le site web de France inter affichent l'indignation des uns, tandis que d'autres se réjouissent de cet humour caustique.
Dès le 19 janvier 2012, les acteurs Zabou Breitman et Laurent Lafitte sont évoqués dans Les Inrockuptibles comme étant les interprètes de Margarete et Philippe de Beaulieu ; c'est implicitement confirmé par le médiateur de Radio France le 27 janvier. La supercherie est dévoilée le vendredi 29 juin 2012, lorsque Zabou Breitman et Laurent Lafitte sont les invités de la dernière des Affranchis. Ils animent alors le dernier numéro d’À votre écoute, coûte que coûte intitulé À bon entendeur…  en direct du studio 106 et livrent les noms de tous les comédiens qui ont participé à l'émission,.

## Lancement
L'émission À votre écoute, coûte que coûte a été annoncée sur les ondes de France Inter quelques jours avant son lancement comme une émission « de service et de libre antenne », où les auditeurs pourraient poser des questions d'ordre médical et de vie quotidienne à des médecins.
France Inter a mis en place une ligne téléphonique censée recueillir les témoignages et questions des auditeurs,, sur laquelle la bande-annonce de l'émission est audible.
Après un silence total de la part de la direction, hormis la présentation de l'émission comme étant une émission de dialogue des auditeurs avec des médecins,, le médiateur de Radio France répond à quelques messages le vendredi 27 janvier 2012 au soir, indiquant que c'est effectivement par choix que France Inter ne communique pas sur cette émission et laisse les auditeurs se demander s'il s'agit d'une « vraie » émission ou d'une émission d'humour ; il précise que l’ambiguïté fait partie du lancement voulu par les concepteurs de l'émission, et que la presse a révélé qui étaient les acteurs, confirmant implicitement que ce sont bien Zabou Breitman et Laurent Lafitte.
À la mi-février 2012, le service communication de France Inter indique avoir constaté que certains auditeurs étaient décontenancés, n'ayant pas saisi que l'émission est un canular ; il est précisé que le mode de communication minimaliste a été choisi pour susciter l'interrogation des auditeurs et marquer les esprits, à la différence de ce que l'on peut entendre ailleurs, et pour se moquer des autres émissions donnant des conseils sans en avoir les compétences. Il est alors recommandé aux auditeurs d'écouter cette émission « au douzième degré ».
Le 16 février, lors de l'intervention mensuelle du médiateur de Radio France dans l'émission Service public, les acteurs Zabou Breitman et Laurent Lafitte sont à nouveau évoqués mais non confirmés. Le médiateur précise alors que l'ambiguïté préparée secrètement est voulue, que le résultat est un battage médiatique important sur des blogs et des réseaux sociaux, et que À votre écoute, coûte que coûte est l'émission la plus baladodiffusée de France Inter ; il ajoute que Wikipédia a consacré un article à À votre écoute, coûte que coûte, et que, à part les épisodes de l'éviction de Didier Porte et Stéphane Guillon, la création d'À votre écoute, coûte que coûte est l'événement qui a provoqué le plus de messages d'auditeurs depuis trois ans qu'il est en poste.

## Déroulement
L'indicatif musical de l'émission est le premier mouvement du concerto Alla Rustica en sol majeur RV151 d'Antonio Vivaldi. L'émission est animée par deux faux animateurs. Philippe de Beaulieu, 43 ans, né à Bordeaux, est médecin généraliste après avoir fait « de brillantes études » (bien qu'il soit par la suite sous-entendu qu'il n'aurait fait qu'une seule année de médecine). Il est décoré de l'ordre national du Mérite en 1995 et est l'auteur de l'essai Morphopsychologie, mythe ou réalité ?, paru aux éditions fictives « Amis d'en France » la même année. Margarete de Beaulieu, sa femme, née Margarete von Faulkenhausen, est âgée de 47 ans. Psychothérapeute, elle serait l'auteur de l'ouvrage Encore, en corps, des mots qui soignent, paru également aux éditions « Amis d'en France ». Le couple se déclare réactionnaire.
Au début de chaque émission, les deux animateurs décomposent la devise latine Anima sana in corpore sano en prononçant une partie chacun à tour de rôle. Ensuite, les « présentateurs » annoncent l'« auditeur » en ligne. Quelquefois, la ville d'origine de l'auditeur fait l'objet d'une anecdote historique et culturelle ; l'auditeur pose ensuite une question supposée être médicale ou psychologique et les « époux Beaulieu » y répondent avec les clichés les plus éculés sur le sujet, « vieille France », éventuellement de manière raciste.
Lors des échanges avec les « auditeurs », les Beaulieu défendent leurs traditions, pourfendent les sans-abris, l'homoparentalité, tolèrent la zoophilie et la pédophilie et répondent de manière désinvolte sur les sujets les plus graves, sur un ton tour à tour arrogant ou condescendant. Il y a fréquemment des quiproquos au cours du dialogue, provoquant l'irritation de l'auditeur fictif, qui finit souvent par raccrocher au nez des animateurs. La conclusion se fait quelquefois avec une citation réellement existante, telle qu'une phrase de Michel Tardy sur l'éducation, ou de Théophile Gautier à propos du hasard : « Le hasard, c'est peut-être le pseudonyme de Dieu, quand il ne veut pas signer » dans l'épisode L'homme qui voulait pardonner à son père.

## Réactions
Lors de son lancement, l'émission suscite des dizaines de réactions de la part des auditeurs de France Inter chaque jour sur le site de l'émission,,,, sur le site de Télérama, ainsi que sur le site d'échange et de dialogue avec le médiateur de Radio France souvent négatives et outrées en raison du fait qu'aucune information, ni sur le site de la radio, ni pendant l'émission, n'informe l'auditeur qu'il s'agit d'une parodie. Il y a néanmoins également des messages de soutien. Un mois après le lancement de l'émission, ce sont des « milliers de commentaires enflammés » qui sont suscités par À votre écoute, coûte que coûte.
Les réactions et commentaires sur les médias sont partagés, certains, comme La Libre Belgique, saluant une blague « décelable dès le jingle rétro », et un « délire radiophonique qui brocarde l’hypocrisie ambiante » ; d'autres comme Le Nouvel Observateur sont beaucoup plus critiques et s'interrogent, évoquant le ton « politiquement incorrect » et des « propos hallucinants lancés par les animateurs ».
L'émission du 26 janvier 2012, mettant en scène un père et son compagnon, provoque des réactions et des protestations de la part du magazine français à destination des homosexuels Têtu, qui dénonce des « propos homophobes intolérables » ; de même, l'association Act Up-Paris publie une lettre ouverte aux responsables de France Inter, dans laquelle — bien que le canular ait déjà été décelé — la station est accusée de « contenter les homophobes ».
Le porte-parole du conseil de l'Ordre des médecins rapporte avoir eu au sujet de l'émission des protestations « d’une demi-douzaine de confrères irrités », mais pense que la France est un pays « où on a le droit de se moquer et de caricaturer, même les médecins ». Une plainte a par ailleurs été déposée à l'encontre de Philippe Val le directeur de France Inter, par un médecin qui n'a pas compris que la prétendue émission médicale est en fait une parodie : le cas était celui d'une jeune femme atteinte d'un herpès labial, à laquelle le prétendu médecin avait prescrit « une couche épaisse de crème à la cortisone, », après avoir diagnostiqué de façon hasardeuse l'auditrice.
L'émission du 27 février 2012 intitulée La femme qui hésitait à s'installer en Israël provoque une réaction de Richard Prasquier alors président du Crif : il écrit à Michel Boyon le président du CSA pour se plaindre que cette émission est un « festival de tous les clichés antisémites », et que « cette émission est extrêmement dangereuse, et qu’elle risque d’alimenter les préjugés qu’elle envisage peut-être de combattre ». Au sujet de cette même émission, le Bureau national de vigilance contre l'antisémitisme envoie un communiqué à Philippe Val, et indique avoir saisi le CSA et déposé plainte auprès du parquet de Paris,.

## Parodie
Le vendredi 15 juin 2012, François Morel fait prendre à sa chronique hebdomadaire de la fin du Sept neuf une forme calquée sur À votre écoute, coûte que coûte. Cette « chronique » dont le titre est L'homme aux deux compagnes agitées est jouée par lui-même dans le rôle de Philippe de Beaulieu, Sophia Aram joue le rôle de Margarete, et « François », l'« auditeur » qui appelle est joué par Ben. Le sujet de cette émission parodique est le tweet de Valérie Trierweiler en soutien à Olivier Falorni, présenté comme une affaire de couple par « François », qui se plaint que son actuelle compagne lui reproche de soutenir la mère de ses enfants.
Le lundi 28 septembre 2015, Zabou Breitman, « référent de la République » du jour dans l'émission Si tu écoutes, j'annule tout est invitée, dans le cadre du traditionnel sketch qui clôture l'émission, à rendosser son rôle de Margarete de Beaulieu. Le « patient du jour » n'est autre que Jean-Vincent Placé. Zabou Breitman se prête gracieusement au jeu, mais réaffirme, ainsi qu'elle l'avait déjà fait au début de l'émission, que Margarete et elle sont deux personnes différentes, et qu'elle accepte ce rôle seulement parce qu'en tant qu'actrice, elle doit pouvoir savoir imiter et jouer n'importe qui.
Le vendredi 8 décembre 2017, Zabou Breitman, venant présenter sa série Paris, etc., était l'invitée de l'émission radiophonique La Bande originale présentée sur France Inter par Nagui. Tom Villa a fait son sketch en reprenant le concept d’À votre écoute... avec, dans le rôle des auditeurs au téléphone, Alison Wheeler et Laurent Lafitte.

## Exemples d'émissions
- lundi 16 janvier 2012, L'homme qui participait à la première émission : appel à propos d'une entorse, clichés sur le système médical français[25].
- mardi 17 janvier 2012, La femme qui voulait que son fils soit bon en maths : une mère parle de son fils qui a des difficultés en mathématiques et qui accuse son demi-oncle d'attouchements[4].
- mercredi 18 janvier 2012, L'homme qui avait un enfant blanc : un immigré (interprété par Omar Sy[4]) craint l'intoxication au plomb pour ses enfants ; il évoque ses déboires face aux marchands de sommeil[11],[25].
- vendredi 20 janvier 2012, L'homme qui voulait perdre du poids : demande de conseils sur l'obésité[36].
- lundi 23 janvier 2012, La femme qui voulait épouser un Arabe : une jeune femme évoque le rejet par ses parents de son fiancé marocain ; quiproquo sur les « recours légaux […] pour ses papiers »[11].
- mardi 24 janvier 2012, L'homme qui voulait une place dans le train : plainte du peu de prise en compte du handicap par la SNCF[37].
- mercredi 25 janvier 2012, La femme qui condamnait les signes religieux : une professeure d'histoire parle de laïcité pendant les cours[38].
- jeudi 26 janvier 2012, L'homme qui était de la jaquette : inquiétude sur la nocivité des antennes-relais, évocation du compagnon de l'auditeur[26].
- vendredi 10 février 2012, La femme qui hésitait à faire une amniocentèse : une femme enceinte interroge sur le risque d'avoir un enfant trisomique, questions sur l'avortement thérapeutique[39].
- lundi 13 février 2012, L'homme qui s'était fait eu : un vieillard décoré de la francisque s'inquiète d'une MST transmise par ses relations pédophiles[40]
- mardi 14 février 2012, La femme qui avait vu une voyante : une veuve de 62 ans demande conseil sur sa nouvelle relation avec un homme, les Beaulieu la culpabilisent pour avoir trahi l'engagement envers son défunt mari[6]
- lundi 27 février 2012, La femme qui hésitait à s’installer en Isarël : les Beaulieu répondent avec des clichés antisémites aux questions d'une auditrice juive[31].
- vendredi 30 mars 2012, La femme séropo qui voulait avoir un enfant : la femme qui appelle est jouée par Karin Viard[41].
- lundi 30 avril 2012, L'homme qui avait fait sa première année de médecine avec Philippe, l'« auditeur » est joué par Alexandre Astier[42]
- mardi 3 avril 2012, La femme dont le voisin était parano : appel d'une femme paranoïaque, jouée par Valérie Bonneton[41].
- vendredi 22 juin 2012, Le couple qui n'avait pas l'habitude d'appeler le couple qui n'avait pas l'habitude de présenter l'émission : l'émission est exceptionnellement animée par Michel Cymes et Marina Carrère d'Encausse qui répondent à l'appel du couple de Beaulieu, restés chez eux car Margarete est souffrante[43],[44].
- dimanche 18 janvier 2015, L'homme qui était Charlie, émission spéciale en hommage à Cabu, Un Cabu extraordinaire.

## Distribution
Parce que l'émission débutait sur l'énigme autour de l'identité des présentateurs de l'émission, la distribution des intervenants est également longtemps restée secrète, laissant cours à de nombreuses spéculations. Lors de la dernière émission filmée apparaissent Zabou Breitman et Laurent Lafitte. La liste complète des acteurs ayant participé est donnée dans l'émission Les Affranchis sur France Inter le 29 juin 2012.
Certains comédiens ont officiellement donné les noms des émissions auxquelles ils ont participé. D'autres sont reconnaissables à leur signature vocale.
En 2016, l'intégralité des attributions des mentions à chacun n'est toujours pas officiellement disponible, mais on peut citer par ordre alphabétique et de façon certaine :
- Victoria Abril : La femme qui n'habitait pas vraiment Cannes
- Pascale Arbillot : La femme qui avait peur pour sa PIP ; La femme qui ne suçait pas que de la glace
- Alexandre Astier[42] : L'homme qui avait fait sa première année de médecine avec Philippe
- Dominique Besnehard : L'homme qui voyait des choses
- Julien Boisselier : L'homme qui voulait aimer Gaufrette : L'homme qui avait aimé Gaufrette ; L'homme qui re-aimait Gaufrette
- Valérie Bonneton : La femme dont le voisin était parano.
- Antonin Chalon : L'ado qui voulait se débarrasser de son acné ; L'ado qui en avait marre d'être transparent ; Le jeune homme qui retrouvait le rire
- Michel Cymes et Marina Carrère d'Encausse : Le couple qui n'avait pas l'habitude d'appeler le couple qui n'avait pas l'habitude de présenter l'émission
- Natalie Dessay : La femme qui avait un nodule
- Léa Drucker : La femme qui voulait en placer une ; La femme qui hésitait à donner des sous aux mendiants ; L'auditrice qui était contre l'émission
- Guillaume Gallienne : L'homme qui vivait dans un trop petit meublé
- Guilaine Londez : La femme qui voulait pardonner au violeur de sa fille ; La femme qui disait que c'était même pas vrai
- Christiane Millet : La femme qui voulait que son fils soit bon en maths ; La femme qui avait vu une voyante ; La femme qui voulait un quart temps ; La femme qui avait peur pour sa chatte ; La femme qui était harcelée sur son lieu de travail
- Dominique Pinon : L'homme qui s'était fait eu ; L'homme dont le fils avait un phimosis
- Élie Semoun : L'homme qui oubliait trop vite qu'il était un homme
- Omar Sy[4] : L'homme qui avait un enfant blanc
- Karin Viard[41] : La femme séropo qui voulait avoir un enfant
- Élisabeth Vitali : La femme qui avait été dans une secte ; L'amie de la femme qui était battue ; La femme qui ne voulait pas que sa fille ait certaines pratiques ; La femme connue qui avait un problème d'haleine.
- Gilles Lellouche: L'homme qui ne voulait pas être délocalisé

## Rediffusion
Une sélection d'émissions est rediffusée durant l'été 2013 à 8 h 50, à partir du lundi 22 juillet,.

## Publication
L'émission fait l'objet en mai 2014 d'une publication sous forme d'un livre recueillant l'intégralité des textes joués. Il a pour titre À votre écoute coûte que coûte et pour sous-titre Des mots pour vos maux. En continuation avec la parodie radiophonique, seuls les noms de « Docteur Philippe et Margarete de Beaulieu » sont référencés comme auteurs de l'ouvrage. En outre, une liste des ouvrages fictifs prétendument écrits par les deux personnages est inscrite en début de volume. Enfin, pas plus que ceux de Zabou Breitman et Laurent Lafitte, les noms des acteurs ayant participé à l'émission ne sont indiqués dans le reste de l'ouvrage.